# 五十嵐健人
五十嵐 健人（いがらし けんと、1993年8月23日 - ）は、福井県出身の俳優、モデルである。
また、C-CHANNELでも、活躍中。

## 人物
- 2012年、舞台『BANANA FISH』にて、芸能界デビュー。
- 早稲田大学卒業[1]。

## 出演

### TV番組
- 鉄道紀行 ニッポンぶらり鉄道旅（NHK BSプレミアム） - 旅人
  - 第78回（2016年9月8日） 東京メトロ有楽町線
  - 第85回（2016年12月1日） 大井川鐵道
  - 第87回（2017年1月5日） JR京浜東北線
  - 第99回（2017年6月1日） JR山陽本線
  - 第106回（2017年8月10日） JR東海道本線
  - 第127回（2018年4月19日）JR内房線
  - 第136回（2018年8月9日）JR小海線・しなの鉄道線
  - 第139回（2018年9月20日）JR田沢湖線・奥羽本線
  - 第143回（2018年10月18日）小湊鉄道・いすみ鉄道
  - 第147回（2018年12月13日）えちぜん鉄道

### テレビドラマ
- 民王スピンオフ〜恋する総裁選〜（2016年4月22日、テレビ朝日）
- メディカルチーム レディ・ダ・ヴィンチの診断（2016年10月11日 - 12月13日、関西テレビ） - 渡辺弘 役
- ハケン占い師アタル第5話（2019年2月14日、テレビ東京） - カフェのイケメン役

### 舞台
- 2012年：「BANANA FISH」（六行会ホール）[2]
- 2013年：「14番目の月〜僕たちが貴女をキレイにします！！〜」（CBGKシブゲキ!!）
- 2013年：「るるる♪」（笹塚ファクトリー）

### CM
- パナソニック DIGA+（2013年）
- NONIO 交差点 篇（2019年）

### 映画
- ハッピーウエディング（2015年）

### ミュージック・ビデオ
- UVERworld『一滴の影響 -ダブル・ライフ-』（2017年）